# 基洛夫區 (卡盧加州)

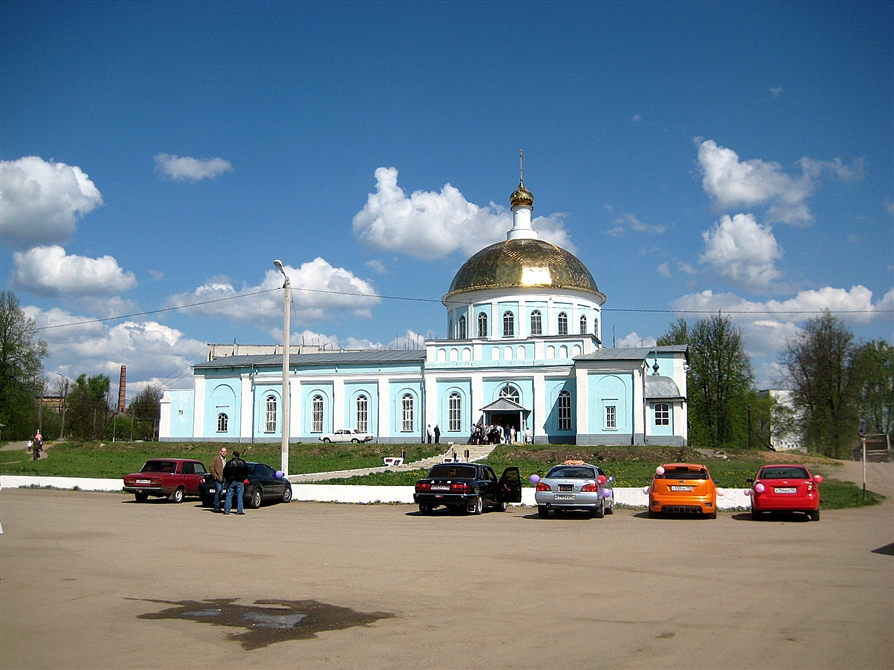

54°05′N 34°18′E / 54.083°N 34.300°E
基洛夫區（俄语：Кировский район），是俄羅斯的一個區，位於該國西部，由卡盧加州負責管轄，面積1,000.4平方公里，2010年該區人口42,105，人口密度每平方公里42.09人。